# Красинский, Зыгмунт
Наполеон Станислав Адам Феликс Зигмунд Красинский (Зы́гмунт, Сигизму́нд), при жизни и долгое время после смерти по-русски именовался Сигизму́нд Краси́нский (Краси́ньский, пол. Napoleon Stanisław Adam Feliks Zygmunt Krasiński; 19 февраля 1812, Париж — 23 февраля 1859, Париж) — граф, польский поэт и драматург, причисляется к величайшим польским поэтам эпохи Романтизма наряду с Адамом Мицкевичем и Юлиушем Словацким.

## Биография
Происходит из знатного дворянского рода Красинских. Отец Викентий Красинский (пол. Wincenty Krasiński), наполеоновский генерал, а затем — лояльный подданный российского императора.
После переезда в Россию окончил Варшавский лицей, затем изучал право в Варшавском университете, а затем переехал в Европу, где продолжил обучение в Женеве, там познакомился с Адамом Мицкевичем. С 1829 года Красинский жил за границей, преимущественно во Франции и Италии, изредка приезжая в российскую часть Польши.
В декабре 1838 года познакомился с Дельфиной Потоцкой, женой Мечислава Потоцкого, которая на долгие годы стала его музой. Сохранилось около 700 писем из их переписки.
Жена (с 26.07.1843) — Елизавета Браницкая (1820—1876), фрейлина двора (1836), дочь генерал-майора русской армии графа Владислава Браницкого. Свадьба была в Дрездене; женился Красинский только под давлением своего отца. В браке было два сына: Владислав и Зыгмунт, и две дочери: Мария и Элиза.
Зыгмунт Красинский умер от туберкулёза 23 февраля 1859 в Париже. После смерти поэта были отслужены панихиды в Париже, Берлине, Варшаве, Познани, Львове и других городах Европы. Останки были доставлены в Опиногуру около Цеханува, где сейчас находится Музей романтизма. Спустя год (1860) его вдова, Елизавета Владиславовна Красинская (Браницкая), вышла замуж за Людвига Красинского (1833—1895).

## Творчество
Первые произведения создал, живя ещё в Варшаве («Могила семьи Рейхсталей», пол. Grób rodziny Reichstalów, 1828 — дебют в печати, и др.), следуя традиции «романа ужасов» и некоторым приёмам Вальтера Скотта.
Наиболее значительные произведения созданы в 1830-х годах. Известность принесла драма «Небожественная комедия» (пол. «Nie-Boska Komedia»; 1835, опубликована анонимно). Другие важнейшие произведения:
- драма «Иридион» (пол. «Irydion»; 1833—1836) (сюжет отнесён ко времени упадка Древнего Рима)
- «Агай-Хан» (пол. «Agaj-Han»; 1834) исторический роман; главный герой влюблён в Марину Мнишек
- «Перед рассветом» (пол. «Przedświt»; 1843) поэма-видение
- «Псалмы будущего» (пол. «Psalmy przyszłości»; 1845—1848).

Писал также на французском языке.
Творчество Красиньского, в отличие от Мицкевича и Словацкого, не привлекало особого внимания в России; исключением был высоко ценивший его Владислав Ходасевич, много переводивший и стихи, и прозу Красиньского, а также написавший несколько статей о нём.

## Цитаты
- «Wyście jak przepaści, a w głębiach waszych tajnie ukryte błękitu.» 
 «Вы как пропасти, а в глубинах ваших скрыты тайны лазури.» (Зыгмунт Красинский)

## Память
- В селе Опиногура-Гурна, которое являлось родовым гнездом Красинских, находится музей романтизма, большая часть экспонатов которого посвящена жизнедеятельности поэта.